# Clímaco Tamayo Pacheco
Juan Clímaco Tamayo Pacheco fue un médico y político peruano. 
Nació en el Cusco. Estudio medicina humana en la Facultad de San Fernando de la Universidad Nacional Mayor de San Marcos. Formó parte de la generación llamada "Honorio Delgado" de la década de 1891 a 1905. Fue parte del equipo quirúrgico abdominal que se formó en la Cátedra de Clínica Quirúrgica de la Facultad de San Fernando de la Universidad Nacional Mayor de San Marcos que sentó las bases de la cirugía moderna en el Perú.
Fue candidato por el Partido Descentralista al Congreso Constituyente de 1931 resultando elegido como Diputado constituyente por el departamento del Cusco. Tamayo Pacheco fue parte de los parlamentarios que votó en contra de la anulación de las elecciones generales de 1936 y la prórroga del gobierno del presidente Oscar R. Benavides.
Fue hermano de Francisco Tamayo Pacheco quien también fue diputado y senador por el departamento del Cusco.

#### Libros y publicaciones
- Baracco Gandolfo, Víctor (2005). «Evolución de la Cirugía Digestiva». Sociedad de Gastroenterología del Perú. Consultado el 3 de febrero de 2020.
- Zaldívar Sobrado, César (2002). Historia de la Ortopedia y de la Traumatología en el Perú. Lima: Fondo Editorial de la Universidad Nacional Mayor de San Marcos.

- Datos: Q84320748